# Montajes Cancelas
Montajes Cancelas S.L. es un astillero español fundado en el año 1975, sus instalaciones se encuentran situadas en la parroquia de Meira, Moaña. Su principal actividad es la construcción, reparación y transformación de buques en acero, así como también de todo tipo de estructuras flotantes en general, trabajos que la empresa continúa desarrollando actualmente.

## Trabajos realizados
La principal actividad de Montajes Cancelas es la reparación, mantenimiento, transformación y construcción de embarcaciones en acero. Construyendo principalmente los siguientes tipos de buques: arrastreros, auxiliares de acuicultura, catamaranes, dragas, lanchas, pontonas, remolcadores, etcétera, así como también el diseño y fabricación de estructuras metálicas en general.
Otra de las actividades de la empresa al margen de las anteriormente citadas, es la fabricación de bloques en acero como subcontrata para otros astilleros, entre ellos Astilleros Gondán, Astilleros de Mallorca, Freire Shipyard, West Sea Estaleiros Navais o el ya desaparecido Hijos de J. Barreras.

## Buques destacados
Listado de algunos de los buques construidos por Montajes Cancelas a lo largo de su historia:

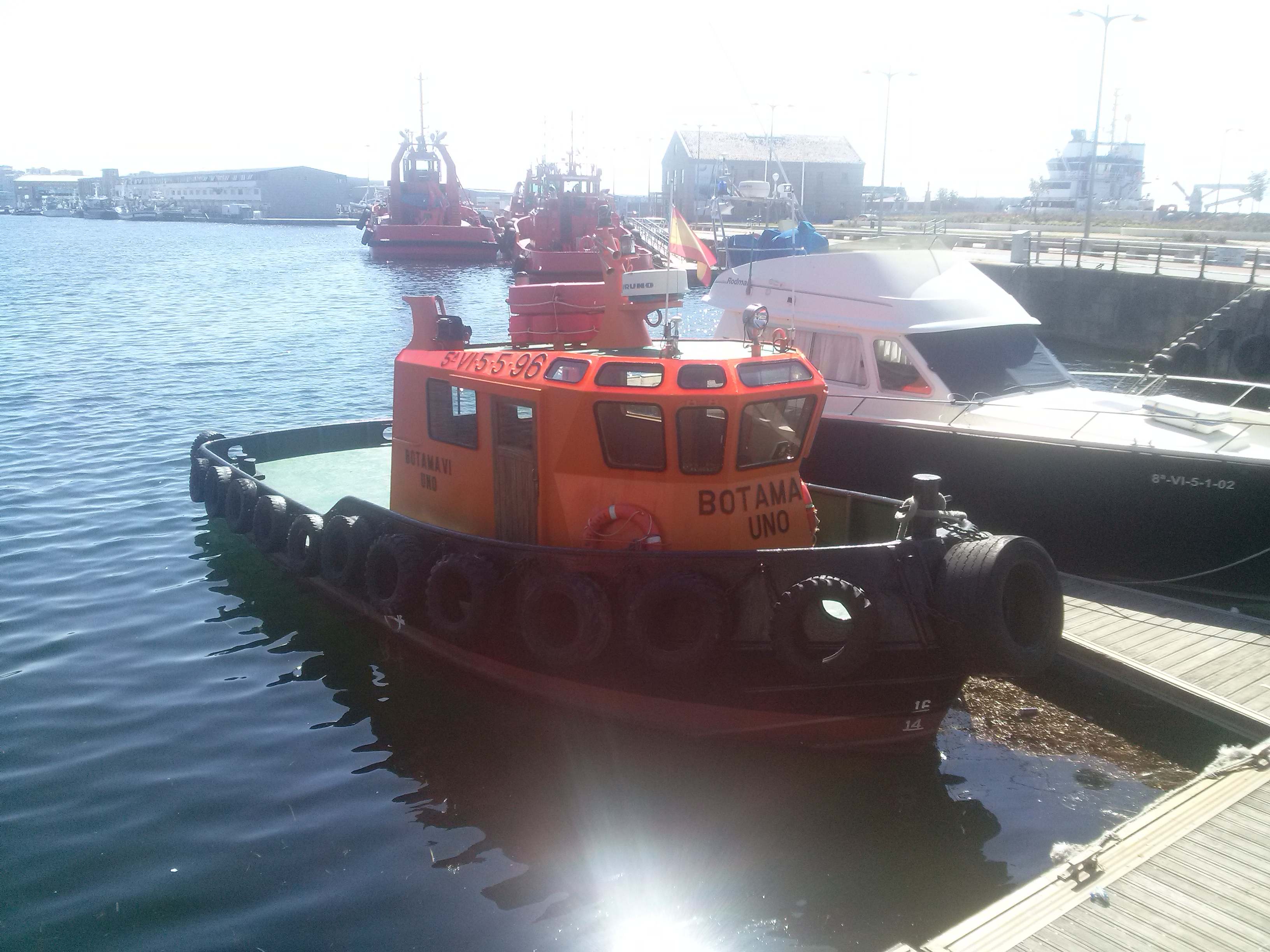
Remolcador Botamavi Uno.

- Pontón destinado a alimentar jaulas de acuicultura de forma automática para un armador escocés, botado en el año 2022.[10]

- Pontón SeaFeed: encargado por las armadoras Engranor, Feeding Systems y Quantum Innovative de España, botado en el año 2020.[11]

- Dron marino USV Mar2: encargado por las armadoras Indra y Seadrone de España, botado en el año 2020.[12]

- Draga El Faralló Dos: encargado por la armadora Consulmar de España, botado en el año 2007.

- Auxiliar de acuicultura Atzeneta Uno (ex El Atzeneta Uno): encargado por la armadora Cultipeix de España, botado en el año 2007.

- Draga El Faralló Uno: encargado por la armadora Consulmar de España, botado en el año 2006.

- Catamarán polivalente Hydrex 7 (ex El Botaló Dos): encargado por la armadora Hydrex Marine Technologies de España, botado en el año 2006.

- Catamarán polivalente El Botaló: encargado por la armadora Hydrex Marine Technologies de España, botado en el año 2006.[13]

- Auxiliar de acuicultura Atzeneta Dos (ex Atzeneta Uno): encargado por la armadora Cultipeix de España, botado en el año 2005.[14]

- Arrastrero Releixo: encargado por la armadora Pesquera Albamar de España, botado en el año 2000.

- Remolcador Botamavi Uno: encargado por la armadora Boteros Amarradores de Vigo de España, botado en el año 1996.

- Auxiliar de acuicultura Fita Segundo: encargado por el armador José Antepazo Pena de España, botado en el año 1993.

### Otras obras
- Marquesina de hierro del campo municipal Iago Aspas Juncal O Casal en Moaña.

## Instalaciones
Las instalaciones de Montajes Cancelas están ubicadas en la zona norte de la ría de Vigo, concretamente en el polígono industrial de A Borna, en la parroquia de Meira (municipio de Moaña). La superficie total de la factoría es de 4 808  m², distribuidos en almacenes, explanada, muelles de atraque, nave, oficinas, pañoles y taller.

## Certificaciones de calidad
En la actualidad Montajes Cancelas posee los siguientes certificados: ISO 9001, ISO 14001 e ISO 45001.